# 수부드 남시라이

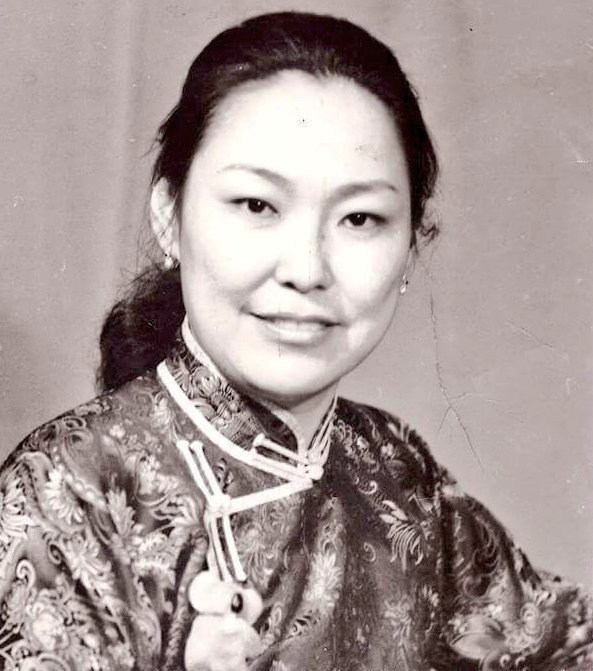
수부드 남시라이

수부드 남시라이(Сувд Намсрай, 1948년 ~ )는 몽골의 영화배우이자, 텔레비전, 연극 배우이다. 울란바토르 출신이다.
1970년 데뷔하고, 1972년 소련 VGIK에서 연극무대와 영화연기를 전공하고 졸업하였다. 1973년부터 몽골 국립아카데미연극극장에서 배우로 활동하고 있다. 1988년 몽골의 영화 현명한 여왕 만두하이에서 만두하이 카툰 역을 맡았으며, 몽골 인민 공화국 국가상을 수상하였다.  1980년부터 1991년까지 그녀는 국립 드라마 극장의 예술 감독을 역임했습니다.1993년부터는 국립 문화예술대학교에서 교수이자 학과장으로 재직하고 있습니다.2018년부터는 국립 문화예술대학교와 국립 연극예술대학교에서 시간강사로 재직하고 있습니다.그녀의 첫 연극 무대는 1973년 러시아 작가 오스트롭스키의 희곡 "지참금 없는 여자 에서 라리사 역을 맡았습니다. 그녀의 첫 스크린 배역은 영화 "시작"이었습니다.

## 수상 경력
- 몽골 여우주연상 (2001)
- 몽골 국가상 (1989)